# David Kerr (homme politique nord-irlandais)
David Thomas Kerr (né en 1957) est un homme politique d'Irlande du Nord qui préside la Third Way du Royaume-Uni, un parti prônant la démocratie directe à l'image de la Suisse.

## National Front
David Kerr a commencé sa carrière politique en tant que membre du British National Front (NF) en 1986, aux côtés de l'aile des soldats politiques du parti[Quoi ?] pendant ce qui était une période de division interne. Il a été candidat pour le parti au conseil d'arrondissement de Newtownabbey à deux reprises au cours de cette période. En tant que membre du NF, Kerr a également présidé la North Union Independant Unionist Association, où il a développé ses idées sur le nationalisme d'Ulster. En tant que chroniqueur régulier de Nationalism Today, la revue idéologique du Official National Front, Kerr a souvent écrit sur le sujet du nationalisme d'Ulster, qui est devenu la politique de l'ONF vis-à-vis de l'Irlande du Nord (contrairement à la politique antérieure du NF, qui soutenait le Loyalisme d'Ulster).